# Виелах
Виелах (чечен. ВиелгӀие) — покинутый аул в Галанчожском районе Чеченской Республики.

## География
Аул расположен на южной части Галанчожского района, к северо-востоку от районного центра Галанчож.
Ближайшие населённые пункты развалины бывших аулов: на северо-востоке Терхи, на северо-западе Толь, на юго-западе Амки, на юго-востоке Моцарой.

## История
Аул Виелах ликвидирован в 1944 году во время депортации чеченцев. После восстановления Чечено-Ингушской АССР в 1956 году чеченцам было запрещено селиться в данном районе.